# Kenny Smith
Pour les articles homonymes, voir Smith.
Kenneth Smith, dit Kenny Smith et surnommé « The Jet », (né le 8 mars 1965, dans le Queens, New York) est un joueur américain de basket-ball de NBA, devenu commentateur à la télévision.

## Jeunesse
Il évolua au lycée « Archbishop » dans le Queens, dont il sortit en 1983. Il y acquit le surnom de «The Jet ». Cette même année, Smith fut nommé High School All-American et fut sélectionné en 1983 pour le McDonald's All-American Game à Atlanta. Il intégra ensuite l'université de Caroline du Nord étant titulaire durant 4 années, jouant aux côtés de futurs stars NBA telles que Sam Perkins, Michael Jordan et Brad Daugherty. Lorsqu'il quitta l'université en 1987, Smith était le meilleur passeur de l'histoire de l'école avec 768 passes décisives (depuis dépassé par Ed Cota), dont 86 passes décisives lors du tournoi final NCAA. Il fut aussi nommé dans la 1st-Team All-American.
Smith fut sélectionné dans l'équipe américaine lors du championnat du monde 1986, remportant la médaille d'or.

## Carrière professionnelle
Les Kings de Sacramento firent de lui le 6e choix de la draft 1987. Smith fut nommé dans la NBA All-Rookie First Team, avec des statistiques de 13,8 points et 7,1 passes décisives par match. Il fut ensuite transféré en 1990 aux Rockets de Houston avec qui il remporta les titres de champion NBA en 1994 et 1995. Il est le joueur le plus adroit à trois points de l'histoire des Rockets avec 40,7 %. Smith joua 10 saisons en NBA. Lors de sa carrière, Smith joua pour les Kings de Sacramento, les Hawks d'Atlanta, les Rockets de Houston, les Pistons de Détroit, le Magic d'Orlando et les Nuggets de Denver. Smith participa au Slam Dunk Contest 1990 et 1991, terminant deuxième derrière Dominique Wilkins en 1990.
En 1998, Smith devint consultant pour TNT et l'émission Inside the NBA, aux côtés de Charles Barkley. Il est également commentateur pour les matchs des Knicks de New York sur MSG, animateur de Full Court Press sur Sirius Satellite Radio et en octobre 2007, il devint consultant pour Yahoo!.
Smith a créé le « Kenny Smith North Carolina Boys and Girls Basketball Camp ». Le camp apprend à de jeunes garçons et de jeunes filles les règles du jeu de basket-ball.
Le 2 septembre 2006, Smith s'est marié avec l'actrice britannique Gwendolyn Osborne.
Smith est apparu dans les jeux vidéo NBA Inside Drive 2003, NBA Live 2005 et 2006 en tant que commentateur du Slam Dunk Contest et du Three-point Shootout au NBA All-Star Weekend. Smith a aussi effectué des commentaires des jeux NBA 2K, notamment dans les épisodes 15, 16, 17 et 18.
Kenny est aussi le premier "commissioner" de la Premier Basketball League.

## Palmarès
- Champion NBA 1994 et 1995
- Médaillé d'or au championnat du monde 1986

## Filmographie
- 2022 : Le Haut du panier (Hustle) de Jeremiah Zagar